# 2023年インドネシア・オープン (バドミントン)
2023年インドネシア・オープン (KAPAL API GROUP Indonesia Open 2023)は、6月13日から6月18日まで開催されたインドネシア・オープンである。会場は、ジャカルタ、イストラ・ゲロラ・ブン・カルノ。

## 競技結果
| 種目           | 金                                                    | 銀                               | 銅                                                |
| -------------- | ----------------------------------------------------- | -------------------------------- | ------------------------------------------------- |
| 男子シングルス | ビクター・アクセルセン                                | アンソニー・シニスカ・ギンティン | 李詩灃                                            |
| 男子シングルス | ビクター・アクセルセン                                | アンソニー・シニスカ・ギンティン | プラノイ H.S.                                     |
| 女子シングルス | 陳雨菲                                                | カロリーナ・マリン               | 安洗塋                                            |
| 女子シングルス | 陳雨菲                                                | カロリーナ・マリン               | ラチャノック・インタノン                          |
| 男子ダブルス   | サトウィクサイラジ・ランキレッディ チラグ・シェッティ | アーロン・チア ソー・ウーイック  | プラムデャ・クスマワルダナ イェレミア・ランビタン |
| 男子ダブルス   | サトウィクサイラジ・ランキレッディ チラグ・シェッティ | アーロン・チア ソー・ウーイック  | 姜敏赫 徐承宰                                     |
| 女子ダブルス   | 白荷娜 李紹希                                         | 福島由紀 廣田彩花                | 鄭娜銀 金慧貞                                     |
| 女子ダブルス   | 白荷娜 李紹希                                         | 福島由紀 廣田彩花                | 松本麻佑 永原和可那                               |
| 混合ダブルス   | 鄭思維 黄雅瓊                                         | 渡辺勇大 東野有紗                | 鄧俊文 謝影雪                                     |
| 混合ダブルス   | 鄭思維 黄雅瓊                                         | 渡辺勇大 東野有紗                | 馮彥哲 黄東萍                                     |